# Carnaval de Salcedo (Álava)
El Carnaval de Salcedo es una fiesta que se celebra en la época de los carnavales en el concejo de Salcedo perteneciente al municipio de Lantarón (Álava).

## Historia
En Salcedo, como en todos los lugares, se prohibieron los carnavales en 1936. En 1983 empezaron a recuperarlos,  gracias a los relatos dejados al respecto por Felipe Arredondo en el año 1922 que describían cómo se desarrollaba esta fiesta y qué personajes intervenían en ella. Y desde 1991 lo celebran todos los años, gracias al trabajo desinteresado de la Asociación Cultural “Amigos de Salcedo”.

## Descripción
El pueblo se decora con antorchas, arados antiguos, carros, trillos, utensilios agrícolas y ganaderos antiguos alrededor del pueblo. Colaboran todas las familias del pueblo en la organización de la fiesta. La idea es hacer pueblo con esta fiesta.

### Personajes
El personaje principal del carnaval de Salcedo es el Porretero, muñeco de tela relleno de paja. Porretero representa los males y desgracias del pueblo.
Las personas del pueblo se disfrazan con indumentarias variadas representando varios personajes: Alcalde/sa, moradoras/es (pasan por las casas haciendo una cuestación). Conjuradoras/es, son quienes sentencian al Porretero. Pastoras/es, labradoras/es. Los buitres, chavalas/es menores de 15 años.

### Desarrollo
La fiesta comienza el sábado de Piñata, al atardecer en la plaza, cuando Porretero roba una gallina de un gallinero instalado en la plaza. Sale corriendo con la gallina, y perseguido por los disfraces y las criaturas, se esconde en la torre del reloj. Es descubierto y se le apresa y ata a un árbol en la plaza donde es apaleado, mientras los disfraces bailan alrededor del fuego celebrando el apresamiento.Porretero es juzgado,y se le arroja al tejado del lavadero donde los buitres, encarnados por los menores de 15 años de este pueblo, lo devoran.
Porretero es paseado por la localidad en un carro mientras se realiza una cuestación de casa en casa.A continuación se celebra una cena popular con música y baile para cerca de 400 personas. La cuestación por la casas es parte de la esencia de la fiesta del carnaval, y se cantan canciones, al llamar a las puertas para conseguir dinero o alimentos para organizar la cena.

## Costumbres
Desde 1991, en Salcedo se ha convertido en tradición la canción de "Porretero" que año tras año canta el pueblo al son de la música. Esta canción fue creada por el músico galardonado con el Celedón de Oro de 1991, José María Bastida, "Txapi".
Aquí estamos en Salcedo
disfrutando el carnaval
olvidando nuestras penas
y brindando la amistad
Sacamos al Porretero
a la calle a pasear
a cargarle nuestros males
que en el fuego quemará.
Como no salude bien
Porretero al carnaval
recibirá tantos palos
que lo pasará muy mal

## Reconocimientos
- Junto con otros 125 carnavales rurales que se organizan en distintas localidades de Álava fueron la primera manifestación cultural inmaterial registrada y catalogada por la Administración vasca en el año 2015.[16][17]